# Wessetzky Vilmos
Wessetzky Vilmos (Budapest, 1909. február 2. – Budapest, 1997. február 6.) történész, filológus, egyiptológus.

## Életpályája
Budapesten végezte tanulmányait a Pázmány Péter Tudományegyetem történelem–földrajz szakán. Később doktorátust szerzett, és könyvtárakban, múzeumokban dolgozott. Jelentős egyiptológiai kutatásokat végzett, illetve feldolgozta a Szépművészeti Múzeum Egyiptomi Gyűjteményének egyes részeit. Az 1930-as évektől mintegy 60 éven keresztül jelentek meg nyomtatásban különféle tanulmányai. Több tudományos társaságnak tagja volt, és jelentős kitüntetéseket kapott munkájáért.
Unokatestvére volt Štefan Bavolyár (1880–1962) főszolgabíró, könyvelő, levéltáros.

## Főbb művei
- A szívskarabeus szerepe az ókori egyiptomiak halotti kultuszában, különös tekintettel a Magyar Nemzeti Múzeumban levő szívskarabeusokra. Egy. doktori értek (Bp., 1934)
- Skarabeus (Búvár, 1936)
- A víz kérdése az ókori Egyiptom életében (Földgömb, 1936)
- Egyiptomi szív, egyiptomi gondolkodás (Búvár, 1939)
- Über die Totenklage bei den Kopten (Oriens Antiquus, 1945)
- Az ókori könyvtárak története. Jegyz (Bp., 1946)
- Altägyptisches in einem koptischen Zauberspruch (Acta Orientalia, 1950)
- A raktárrendszerek. A könyvek raktározása (Bp., 1952)
- Az egyiptomi „újév-amulettek” problémái (Országos Szépművészeti Múzeum Közleményei, 1954)
- Lustrum és az egyiptomi fényszimbolika (Antik Tanulmányok, 1955)
- Egyiptomi kiállítás. Kiállításvezető. 42 fotóval. Írta és a kiállítást rendezte Varga Edith-tel (Bp., 1955; 12 táblával 2. átdolg. kiad. 1965; 3. átdolg. kiad. 1967; 4. kiad. Az ókori Egyiptom címmel. 1970)
- Az óegyiptomi könyv és könyvtár. Kand. értek (Bp., 1955)
- Munkamódszerek kérdése az óegyiptomi könyvtártörténetben (Magyar Könyvszemle, 1957)
- Az egyiptomi versfordítások néhány kérdése (Antik Tanulmányok, 1957)
- Az óegyiptomi könyv. – Az óegyiptomi könyvtár. – Az egyiptomi gnosis kérdéséhez. – Egy elhanyagolt tudomány – koptológia – fejlődése (Antik Tanulmányok, 1958)
- Ein koptisches Handschriftenfragment der Merkurios-Legende (Acta Antiqua, 1958)
- A művészetek őskora (Művészettörténet. 1. Bp., 1958)
- Előázsia művészete az ókorban (Művészettörténet. 4. Bp., 1958)
- A felső-pannoniai Isis-kultusz problémái (Archaeologiai Értesítő, 1960; németül: Acta Historiae Artium, 1959)
- Az egyiptomi magángyűjtemények történetéhez. – Peteésze démotikus beadványa és családtörténete (Antik Tanulmányok, 1960)
- Peteésze démotikus beadványa, mint a késői kori Egyiptom történetének és társadalmi viszonyainak forrása. Doktori értek (Bp., 1960)
- Die ägyptischen Kulte zur Römerzeit in Ungarn. Monográfia. 9 táblával, 1 térképpel (Leiden, 1961)
- Zur Deutung der Rylands Papyri IX.5/5 (Acta Orientalia, 1961)
- A Varázskönyv. Szetna története. Szetna és Sziuszire az alvilágban. Regény- és elbeszélés-töredékek. Óegyiptomiból ford. Az utószót Kákosy * László írta. Ill. Kass János (Bp., 1962)
- A soproni Liszt Ferenc Múzeum Isis–Bubastis oltára (Soproni Szemle, 1962)
- Észrevételek az óegyiptomi nílusi hajózásról (Archaeologiai Értesítő, 1964)
- Egyiptomi istenek Pannóniában (Savaria, 1965)
- Les reliefs de Charouna et l’expédition de Philippe Back (Bulletin du Musée Hongrois des Beaux-Arts, 1967)
- Egyiptomi kultuszemlékek jelentősége Veszprém megyében (Veszprém megyei múzeumok közleményei, 1969)
- Egyiptom (Mitológiai ábécé. Bp., 1970; 2. kiad. 1973; 3. kiad. 1978; 4. kiad. 1985)
- Egy madárábrázolásos savariai relief (Savaria, 1972)
- Egy elfelejtett magyar egyiptomi expedíció (Valóság, 1975)
- Egyiptomi művészet a Szépművészeti Múzeumban. Beragasztható képekkel (Az én múzeumom. Bp., 1981)
- Ausgewählte Schriften. 1937–1979 (Studia Aegyptica. VI. Bp., 1981)
- Les symboles d’Egypte ancienne de la religion isiaque à l’époque romaine en Pannonie (Acta classica Universitatis Scientiarum Debreceniensis, 1986)
- Egyiptomi kultúra – egyiptomi bölcselet Ptahhotep tanításában (Valóság, 1988)
- Megjegyzések az esztergomi bronz negatív minta Fortunájához (Archaeologiai Értesítő, 1989)
- Isis és Osiris Pannoniában (Írisz. Bp., 1989)
- Az írnok panasza. Peteésze beadványa. Óegyiptomiból ford., az utószót írta (Az ókori irodalom kiskönyvtára. Bp., 1989)